# Orana
Orana é uma região no centro norte do estado de Nova Gales do Sul na Austrália. Tinha uma população estimada em 113.824 pessoas em junho de 2015. É a maior região em Nova Gales do Sul, possui uma área de 198.561 quilômetros quadrados, compreendendo aproximadamente 25% desse estado. As principais localidades incluem Dubbo, Cobar e Mudgee.